# Sonja Nef
Sonja Nef, švicarska alpska smučarka, * 19. april 1972, Heiden, Švica.
V dveh nastopih na olimpijskih igrah je leta 2002 osvojila bronasto medaljo v veleslalomu. Na svetovnih prvenstvih je v šestih nastopih osvojila naslov svetovne prvakinje v veleslalomu leta 2001. V svetovnem pokalu je tekmovala štirinajst sezon med letoma 1993 in 2006. Osvojila je petnajst zmag, trinajst v slalomu in dve v veleslalomu, ter še sedemnajst uvrstitev na stopničke. V skupnem seštevku svetovnega pokala je leta 2002 osvojila tretje mesto. V letih 2001 in 2002 je osvojila veleslalomski mali kristalni globus, leta 2000 je bila v tem seštevku druga, kot tudi leta 2001 v slalomskem seštevku. 